# 朗克朗
朗克朗（法語：Lancrans，法語發音：[lɑ̃kʁɑ̃]）是法国东部安省的一个旧市镇，属于楠蒂阿区。2019年1月1日，朗克朗与临近的2个市镇合并为新市镇瓦尔瑟罗讷。

## 地理
朗克朗（46°7'28"N, 5°50'0"E）面积9.66 平方千米，位于法国奥弗涅-罗讷-阿尔卑斯大区安省，该省份为法国东部省份，北起汝拉省，西北接索恩-卢瓦尔省，西接罗讷省和里昂大都会，南至伊泽尔省，东与萨瓦省、上萨瓦省和瑞士接壤。
与朗克朗接壤的市镇（或旧市镇、城区）包括：瓦尔瑟里讷河畔贝勒加德、米沙耶地区沙蒂永、科隆日、孔福尔。
朗克朗的时区为UTC+01:00、UTC+02:00（夏令时）。

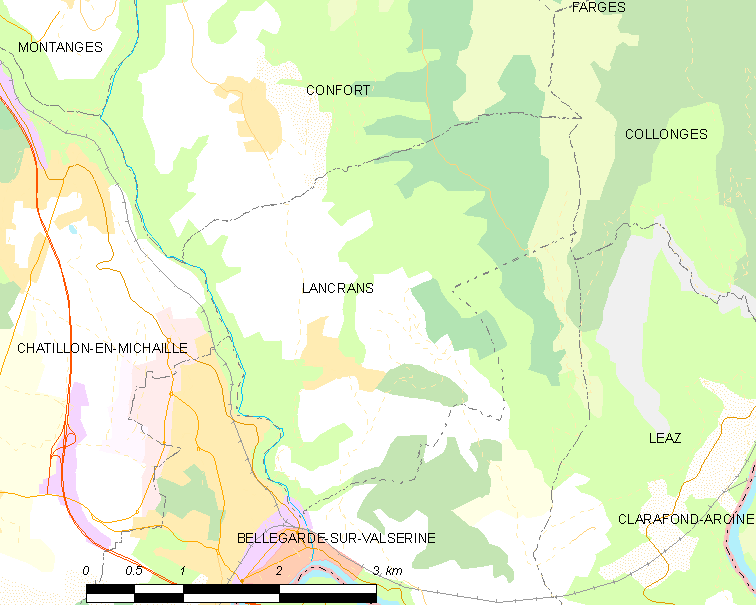
朗克朗的OSM定位图

## 行政
朗克朗的邮政编码为01200，INSEE市镇编码为01205。

## 政治
朗克朗所属的省级选区为瓦尔瑟罗讷县。

## 人口

1962-2008年间朗克朗人口变化图示

朗克朗于2018年1月1日时的人口数量为1058人。